# Ai wo utau yori ore ni oborero!
Ai wo utau yori ore ni oborero! (愛を歌うより俺に溺れろ!?), también llamado Ai Ore!, es un manga de comedia romántica escrito e ilustrado por Mayu Shinjō. Fue serializado en la revista Shōjo Comic de Shōgakukan entre 2006 y 2009; el manga fue adaptado a una película de acción real en 2012. La historia cuenta la vida escolar de una banda de rock de chicas y un joven que quiere unirse a la banda.

## Argumento
Mizuki es la guitarrista de una banda de rock de chicas de preparatoria llamada Blaue Rosen, ella tiene una apariencia imponente y masculina que es admirada por hombres y mujeres por igual, durante las presentaciones y conciertos de la banda, un chico llamado Akira quiere unirse a la banda, al principio le es negado el acceso por ser hombre, pero demuestra que además de tener una apariencia femenina, posee una gran voz, talento y carisma. Con la salida de la cantante principal de la banda, Akira toma ventaja de esto y hace lo posible para ser aceptado por Mizuki y el resto de la banda; pasando por situaciones cómicas, la atracción entre Mizuki y Akira va creciendo poco a poco.

## Personajes
Akira Shiraishi (白石秋羅?)
Akira es un joven de preparatoria que tiene una apariencia bastante femenina, es bajo pero es bueno en deportes, en especial la lucha; es un joven talentoso con una gran voz y carisma, el cual usa en ocasiones para hacerse pasar por una chica e intentar unirse a la banda femenina Blaue Rosen, se enamora de Mizuki, guitarrista de la banda.
Mizuki Sakurazaka (桜坂水樹?)
Mizuki es una estudiante de preparatoria, guitarrista y la más popular miembro de la banda femenina Blaue Rosen; tiene un carácter fuerte, decidido y una apariencia andrógina, por lo cual es confundida siempre por un chico, esto hace que sus fanáticos, tanto hombres como mujeres, le llamen «príncipe». Cuando Akira vestido de mujer le pide integrarse a la banda, al principio ella no le cree, cuando descubre que es hombre, siente atracción hacia él y deciden salir juntos.
Nikaidou Ran (二階堂蘭?)
Kiryuuin Rui (鬼龍院留依?)
Naruse Kaoru (成瀬薫?)
Okita Ai (沖田愛?)
Okita es la baterista de la banda Blaue Rosen. Lleva gafas.
Kidera Momoko (木寺桃子?)
Yusa Megumi (湯浅恵?)

## Manga
Ai Ore! es un manga escrito e ilustrado por Mayu Shinjō, fue serializado en la revista Shōjo Comic de la editorial Shōgakukan, los capítulos fueron compilados en 5 tomos en formato tankōbon publicados desde junio de 2006 hasta julio de 2007; una segunda parte del manga fue serializada en la revista Gekkan Asuka de la editorial Kadokawa Shōten y publicada en 8 tomos desde mayo de 2008 hasta febrero de 2011. VIZ Media publicó ambas partes del manga en inglés en un total de 8 tomos, fueron publicados desde mayo de 2011 hasta febrero de 2013; el manga fue publicado en Australia por la editorial Madman Entertainment, en Francia por la editorial Pika Édition, en Alemania por la editorial de cómics Egmont Manga & Anime. y en España por la editorial Ivrea.
Los volúmenes 1, 2, 4 y 5 de la edición en inglés fueron incluidos en el top 10 de ventas según listas del diario The New York Times. Una película de acción real basada en el manga fue anunciada en el blog de la mangaka y estrenada en cines japoneses el 25 de agosto de 2012; la cinta fue dirigida por Sakurako Fukuyama, con la idol Karam y el actor Ito Ōno como protagonistas.

### Lista de volúmenes
Versión de Shogakukan
| N.º | Título      | Fecha de lanzamiento    | ISBN original |
| --- | ----------- | ----------------------- | ------------- |
| 1   | «Volumen 1» | 26 de junio de 2006     | 4091304702    |
| 2   | «Volumen 2» | 26 de noviembre de 2006 | 4091305792    |
| 3   | «Volumen 3» | 21 de diciembre de 2006 | 4091307388    |
| 4   | «Volumen 4» | 26 de abril de 2007     | 9784091310248 |
| 5   | «Volumen 5» | 26 de julio de 2007     | 9784091311368 |

Versión de Kadokawa Shoten
| N.º | Título      | Fecha de lanzamiento  | ISBN original     |
| --- | ----------- | --------------------- | ----------------- |
| 1   | «Volumen 1» | 23 de febrero de 2010 | 978-4-04-854437-5 |
| 2   | «Volumen 2» | 19 de marzo de 2010   | 978-4-04-854446-7 |
| 3   | «Volumen 3» | 22 de abril de 2011   | 978-4-04-854469-6 |
| 4   | «Volumen 4» | 22 de mayo de 2008    | 978-4-04-854176-3 |
| 5   | «Volumen 5» | 22 de agosto de 2008  | 978-4-04-854229-6 |
| 6   | «Volumen 6» | 23 de febrero de 2009 | 978-4-04-854289-0 |
| 7   | «Volumen 7» | 23 de febrero de 2010 | 978-4-04-854438-2 |
| 8   | «Volumen 8» | 24 de febrero de 2011 | 978-4-04-854592-1 |